# Třetí summit Evropského politického společenství
Třetí summit Evropského politického společenství byl mezinárodní summit, který se konal 5. října 2023 v paláci Alhambra ve španělském městě Granada. Jednalo se o druhý summit Evropského politického společenství, který se konal ve členské zemi Evropské unie. Stejně jako v případě 1. summitu pořádaného v unijním Česku, bylo Španělsko předsednickou zemí v Radě Evropské unie. Bylo totiž dohodnuto, že ve druhé polovině kalendářního roku summit EPS hostí členská země EU, jež zároveň předsedá Radě Evropské unie a v první polovině kalendářního roku jej bude hostit evropská země, která není členem EU. Jediné dvě nepřizvané evropské země byly Rusko a Bělorusko.

## Cíle
Jak oznámilo hostitelské Španělsko, hlavní zaměření summitu mělo být na „současné konflikty ovlivňující kontinent, s cílem využít účasti většiny evropských vůdců k obnovení jejich jednoty tváří v tvář ruské agresi proti Ukrajině.“

## Harmonogram
Summit se konal dne 5. října 2023 a měl následující strukturu:
- 11.30 – Příjezdy politických představitelů a jejich uvítání v Alhambře
- 12.30–13.30 – Jednání u kulatých stolů
- 13.30–13.00 – Plenární zasedání
- 13.30–15.00 – tematické klastry týkající se digitalizace a digitální transformace; energetiky, životního prostředí a přechod na zelenou politiku; mnohostrannosti a geostrategie
- 15.00 – Tisková konference s Pedrem Sánchezem, Maiou Sanduovou a Rishi Sunakem (zrušena*)
- 18.30–20.00 – Královský banket pořádaný králem Filipem VI.
- 20.00 – Národní brífinky

*Diplomatické zdroje tvrdí, že oficiálním důvodem zrušení tiskové konference byl předčasný odlet britského premiéra Rishiho Sunaka kvůli jeho domácí agendě. Některá španělská média však spekulují, že skutečným důvodem zrušení mohla být neochota premiéra Sáncheze odpovídat na otázky ohledně domácí politické scény. Sánchez byl nedlouho před summitem pověřen španělským králem na sestavení vlády poté, co vítěz červencových voleb Alberto Núñez Feijóo nebyl schopen vládnoucí koalici sestavit.

## Účastníci
V předvečer summitu turecký prezident Recep Tayyip Erdoğan oznámil, že se nebude moci zúčastnit ze zdravotních důvodů. Ázerbájdžánský prezident Ilham Alijev se nezúčastnil kvůli tomu, že mezi evropskými lídry cítí jistou „protiázerbájdžánskou atmosféru“ po nedávné ázerbájdžánské vojenské ofenzívě v Náhorním Karabachu. Na summit byla také přizvána hlavní představitelka běloruské opozice Svjatlana Cichanouskaja, kterého se zúčastnila.
|  | Nečlen EU |

| Mezinárodní útvar   | Mezinárodní útvar   | Reprezentant/ka                     | Úřad výkonu                                        |
| ------------------- | ------------------- | ----------------------------------- | -------------------------------------------------- |
| Albánie             | Albánie             | Edi Rama                            | Premiér                                            |
| Andorra             | Andorra             | Xavier Espot                        | Premiér                                            |
| Arménie             | Arménie             | Nikol Pašinjan                      | Premiér                                            |
| Rakousko            | Rakousko            | Karl Nehammer                       | Kancléř                                            |
| Ázerbájdžán         | Ázerbájdžán         | neúčast                             | neúčast                                            |
| Belgie              | Belgie              | Alexander De Croo                   | Premiér                                            |
| Bosna a Hercegovina | Bosna a Hercegovina | Željko Komšić                       | Předseda Předsednictva                             |
| Bulharsko           | Bulharsko           | Nikolaj Denkov                      | Premiér                                            |
| Chorvatsko          | Chorvatsko          | Andrej Plenković                    | Premiér                                            |
| Kypr                | Kypr                | Níkos Christodúlídés                | Prezident                                          |
| Česko               | Česko               | Petr Fiala                          | Premiér                                            |
| Dánsko              | Dánsko              | Mette Frederiksen                   | Premiérka                                          |
| Estonsko            | Estonsko            | Kaja Kallas                         | Premiérka                                          |
| Finsko              | Finsko              | Petteri Orpo                        | Premiér                                            |
| Francie             | Francie             | Emmanuel Macron                     | Prezident                                          |
| Gruzie              | Gruzie              | Irakli Garibašvili                  | Premiér                                            |
| Německo             | Německo             | Olaf Scholz                         | Kancléř                                            |
| Řecko               | Řecko               | Kyriakos Mitsotakis                 | Premiér                                            |
| Maďarsko            | Maďarsko            | Viktor Orbán                        | Premiér                                            |
| Island              | Island              | Katrín Jakobsdóttir                 | Premiérka                                          |
| Irsko               | Irsko               | Leo Varadkar                        | Taoiseach (premiér)                                |
| Itálie              | Itálie              | Giorgia Meloni                      | Premiérka                                          |
| Kosovo              | Kosovo              | Vjosa Osmani                        | Prezidentka                                        |
| Lotyšsko            | Lotyšsko            | Evika Siliņa                        | Premiérka                                          |
| Lichtenštejnsko     | Lichtenštejnsko     | Daniel Risch                        | Premiér                                            |
| Litva               | Litva               | Gitanas Nausėda                     | Prezident                                          |
| Lucembursko         | Lucembursko         | Xavier Bettel                       | Premiér                                            |
| Malta               | Malta               | Robert Abela                        | Premiér                                            |
| Moldavsko           | Moldavsko           | Maia Sandu                          | Prezidentka                                        |
| Monako              | Monako              | Pierre Dartout                      | Státní ministr                                     |
| Černá Hora          | Černá Hora          | Jakov Milatović                     | Prezident                                          |
| Nizozemsko          | Nizozemsko          | Mark Rutte                          | Premiér                                            |
| Severní Makedonie   | Severní Makedonie   | Dimitar Kovačevski                  | Premiér                                            |
| Norsko              | Norsko              | Jonas Gahr Støre                    | Premiér                                            |
| Polsko              | Polsko              | Mateusz Morawiecki                  | Premiér                                            |
| Portugalsko         | Portugalsko         | António Costa                       | Premiér                                            |
| Rumunsko            | Rumunsko            | Klaus Iohannis                      | Prezident                                          |
| San Marino          | San Marino          | Luca Beccari                        | Tajemník pro zahraniční záležitosti                |
| Srbsko              | Srbsko              | Aleksandar Vučić                    | Prezident                                          |
| Slovensko           | Slovensko           | Ľudovít Ódor                        | Premiér                                            |
| Slovinsko           | Slovinsko           | Robert Golob                        | Premiér                                            |
| Španělsko           | Španělsko           | Pedro Sánchez                       | Premiér                                            |
| Švédsko             | Švédsko             | Ulf Kristersson                     | Premiér                                            |
| Švýcarsko           | Švýcarsko           | Alain Berset                        | Prezident                                          |
| Turecko             | Turecko             | neúčast                             | neúčast                                            |
| Ukrajina            | Ukrajina            | Volodymyr Zelenskyj                 | Prezident                                          |
| Spojené království  | Spojené království  | Rishi Sunak                         | Premiér                                            |
| Evropská unie       | Evropská unie       | Charles Michel Ursula von der Leyen | Předseda Evropské rady Předsedkyně Evropské komise |